# ケイラニ・レイ
ケイラニ・レイ（Kaylani Lei, 1980年8月5日 - ）は、アメリカ合衆国のポルノ女優。シンガポール出身。
2015年、AVN殿堂入り。

## 出演作品
- 怪盗キャッツ&ハニー
- クノイチ・アサシン
- ショーガール!
- ギャラクシー・エンジェルズ
- 妄想入試
- ボディスピード
- 小悪魔フェアリー
- ダブルレディ・ミッション
- ボディスピード　フルスロットル
- アンドロイド2040
- 女分析医Rの告白
- あるOLの性生活
- アンドロイド2040 レボリューションズ
- 不倫曼荼羅
- エクスタシー・オブ・ザ・デッド
- スパイ・ワイフ
- ファンタスティック・ガールズ
- マシュマロエステ
- スワッピング　偶然の恋人たち